# جنيفر داي
جنيفر داي (بالإنجليزية: Jennifer Day)‏ هي مغنية مؤلفة أمريكية، ولدت في 22 أغسطس 1979.

## وصلات خارجية
- جنيفر داي على موقع ميوزك برينز (الإنجليزية)
- جنيفر داي على موقع أول ميوزيك (الإنجليزية)
- جنيفر داي على موقع ديسكوغز (الإنجليزية)